# No Future (álbum)
No Future (estilizado como no future) es el segundo álbum de estudio por el músico irlandés Eden, lanzado el 14 de febrero de 2020 a través del sello MCMXCV y distribuido por Astralwerks. El álbum incluye 19 pistas, incluidos los cuatro sencillos «Untitled», «Projector», «Love, Death, Distraction» e «Isohel», que fueron lanzados antes del álbum. Al álbum le sigue el No Future Tour, en el que tenía planeado visitar Norteamérica y Europa. Dado por la emergencia sanitaria del COVID-19, solo pudo darse en las primeras dos ubicaciones planeadas en Europa; el Teatro Olympia (Dublín), y el Roundhouse (Reino Unido). El resto del tour en Europa fue pospuesto indefinidamente, unos días más tarde el resto del tour en Norteamérica fue pospuesto y el 12 de mayo de 2020 anunció en sus redes sociales la cancelación del tour.

## Portada y grabación
Jonathon Ng dio pistas sobre un regreso al género de música electrónico a través de canciones como «909» y «Stutter» cuál estuvo encontrado en algunos sencillos en No Future. Durante el lanzamiento de «Untitled», Ng asintió con la cabeza su enlazado a cambio de clima por declarar que, “Si  estamos hablando sobre una relación o el estado del mundo, la mayoría de cosas catastróficas no significa que esté por todas partes. Las cosas podrían cambiar, pero no tiene que ser la última página de cualquier libro.”
La segunda pista «Love, Death, Distraction», según Ng, es una respuesta al uso excesivo de las redes sociales por parte de las personas en lugar de mirar a su alrededor y sumergirse en ellas, mientras que «Isohel» trata de recordar el pasado, pero sin insistir mucho en él.

## Vídeos
Ng produjo cuatro videos musicales para las pistas «Projector», «Good Morning», «Love, Death, Distraction» y «Isohel». Los dos últimos videos musicales fueron filmados y producidos en Kazajistán con sus áridas llanuras desérticas como fondo tanto para el video musical mientras que «Good Morning» fue filmado en Marruecos, y «Projector» se rodó en un estudio por su tema. Los vídeos eran todos dirigidos por Zhang + Knight — con la excepción de «Good Morning», el cual estuvo dirigido por Joey Brodnax — debido a sus trabajos anteriores en los videos «909» y «Float».

## Listado de pista
Todos los temas son escritos por Eden.

Todas las canciones escritas y compuestas por Edenisting. 
| listado de pistas de No Future |                            |          |  |
| N.º                            | Título                     | Duración |  |
| 1.                             | «Good Morning»             | 3:29     |  |
| 2.                             | «In»                       | 0:31     |  |
| 3.                             | «Hertz»                    | 3:18     |  |
| 4.                             | «Static»                   | 0:48     |  |
| 5.                             | «Projector»                | 3:42     |  |
| 6.                             | «Love, Death, Distraction» | 4:17     |  |
| 7.                             | «How to Sleep»             | 2:37     |  |
| 8.                             | «Calm Down»                | 2:35     |  |
| 9.                             | «Just Saying»              | 4:06     |  |
| 10.                            | «FOMO»                     | 3:09     |  |
| 11.                            | «So Far So Good»           | 3:25     |  |
| 12.                            | «Isohel»                   | 4:30     |  |
| 13.                            | «????»                     | 2:59     |  |
| 14.                            | «Tides»                    | 1:43     |  |
| 15.                            | «Rushing»                  | 5:07     |  |
| 16.                            | «$treams»                  | 3:20     |  |
| 17.                            | «2020»                     | 3:31     |  |
| 18.                            | «Out»                      | 0:42     |  |
| 19.                            | «Untitled»                 | 3:36     |  |

Notas
- Los títulos de todas las canciones están en letras minúsculas.

## Charts
| Chart (2020)                       | Posición alta |
| ---------------------------------- | ------------- |
| Canadá (Billboard Canadian Albums) | 26            |
| Estados Unidos (Billboard 200)     | 26            |